# Hô Chi Minh-Ville Football Club (féminines)
Maillots
La section féminine du Ho Chi Minh-Ville Football Club est un club féminin de football vietnamien basé à Hô Chi Minh-Ville.

## Histoire
En 2024-2025, HCM City participe à la première édition de la Ligue des champions de l'AFC. Le club recrute trois joueuses américaines pour mieux réussir dans la compétition. Battu seulement par les Urawa Red Diamonds en phase de groupes, Hô Chi Minh-Ville termine deuxième et est le seul d'Asie du Sud-Est à se qualifier pour les quarts de finale.

## Palmarès
- Championnat du Viêt Nam (13) :
  - Champion : 2002, 2004, 2005, 2010, 2015, 2016, 2017, 2019, 2020, 2021, 2022, 2023, 2024
- Coupe du Viêt Nam (3) :
  - Vainqueur : 2020, 2021, 2022